# Гопала III
Гопала III — правитель імперії Пала.